# Z̧
Cette page contient des caractères spéciaux ou non latins. S’ils s’affichent mal (▯, ?, etc.), consultez la page d’aide Unicode.
Z̧ (minuscule : z̧), ou Z cédille, est un graphème utilisé dans l’écriture du khinalug, dans la romanisation DIN 1460-2 du bachkir et du komi, la romanisation GENUNG de l’arabe et du persan, la romanisation BGN/PCGN de l’afghan, de l’arabe, du baloutche, de l’ourdou, du pachto, et du persan. Il s'agit de la lettre Z diacritée d'une cédille. Il ne faut pas le confondre avec un Z virgule souscrite ‹ Z̦, z̦ ›.

## Utilisation

### Romanisation BGN/PCGN
Le Z cédille ‹ z̧ › translittère le zzaʼ ‹ ظ › en afghan, en arabe, en baloutche, en ourdou, en pachto et en persan.
Exemples :
- L’arabe ‹ أبو ظبي › (Abou Dabi) est translittéré ‹ Abū Z̧aby ›

### Romanisation DIN 1460
Le Z cédille ‹ z̧ › est utilisé dans la DIN 1460-2 pour la romanisation du zé cramponné ‹ ҙ › utilisé en bachkir ou utilisé dans l’alphabet komi proposé en 1937 pour le komi-permiak et en komi-zyriène.

### Romanisation GENUNG
Le Z cédille ‹ z̧ › translittère le zzaʼ ‹ ظ › en arabe et persan. Il a été proposé de plutôt utilisé de digramme DH double macron souscrit ‹ d͟h › pour l’arabe.

## Représentations informatiques
Le Z cédille peut être représenté avec les caractères Unicode (latin de base, diacritiques) suivants :
| formes    | représentations | chaînes de caractères | points de code | descriptions                                  |
| --------- | --------------- | --------------------- | -------------- | --------------------------------------------- |
| capitale  | Z̧               | Z◌̧                    | U+005A U+0327  | lettre majuscule latine z diacritique cédille |
| minuscule | z̧               | z◌̧                    | U+007A U+0327  | lettre minuscule latine z diacritique cédille |